# Iso Takkalampi
Iso Takkalampi är en sjö i kommunen Hankasalmi i landskapet Mellersta Finland i Finland. Arean är 46 hektar och strandlinjen är 3,51 kilometer lång. Sjön  ingår i Kymmene älvs huvudavrinningsområde.   Den ligger omkring 46 kilometer öster om Jyväskylä och omkring 250 kilometer norr om Helsingfors. 